# Petrovac na Mlavi
Petrovac na Mlavi (v srbské cyrilici Петровац на Млави, rumunsky Piatra Mlavei) је město ve východním Srbsku, v podhůří Srbských Karpat. Administrativně spadá pod Braničevský okruh. V roce 2011 ve městě žilo 7 229 obyvatel.
Petrovac se rozkládá v širokém údolí řeky Mlava, přítoku Dunaje, na spojnici měst Žagubica a Požarevac.
Město vzniklo v roce 1859 z nařízení tehdejšího knížete Miloše Obrenoviće. Název získalo podle jeho dobrého přítele a spolupracovníka, Milutina Petroviće Eriho. Vzniklo na místě původní středověké vesnice s názvem Svine/Svinje. Síť ulic v centru města je pravoúhlá, vedená paralelně k řece Mlavě.